# La Prise de Tournavos
La Prise de Tournavos er en fransk stumfilm fra 1897 af Georges Méliès.